# Cathlen Gawlich

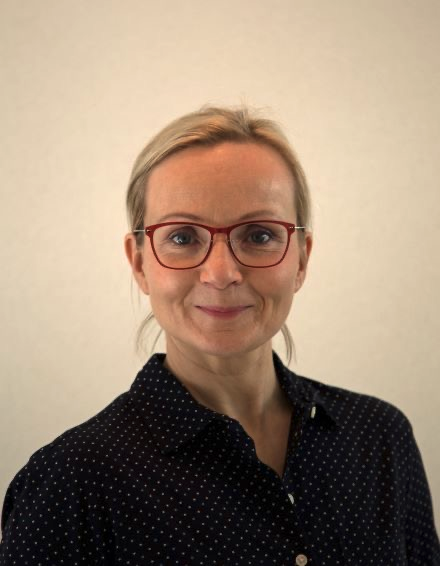
Cathlen Gawlich (2025)

Cathlen Gawlich (* 11. März 1970 in Sömmerda, Bezirk Erfurt) ist eine deutsche Schauspielerin und Hörbuchsprecherin, die vor allem als Hörspiel- und Synchronsprecherin bekannt ist. Bekannt ist sie unter anderem als deutsche Stimme von Elizabeth Banks, Melanie Lynskey und Carolyn Lawrence.

## Leben
Cathlen Gawlich, aufgewachsen in Sömmerda und Oberheldrungen, hatte sich bereits mit 13 Jahren an der Hochschule für Film und Fernsehen in Potsdam-Babelsberg für den sogenannten „Babytest“ beworben. Nach fünf Jahren regelmäßiger Prüfungen (jeweils bestehend aus zwei unterschiedlichen Rollen, Gesang, Tanz und Improvisation) und darauffolgender Immatrikulation mit 18 Jahren beendete sie 1992 ihr Studium mit dem Schauspieldiplom.
Bereits im 2. Studienjahr war Cathlen Gawlich am Hans-Otto-Theater in Potsdam engagiert. Im 3. Studienjahr 1991 folgte ein zehnjähriges Engagement am Deutschen Theater Berlin unter der Intendanz von Thomas Langhoff. Hier arbeitete sie mit Regisseuren wie Alexander Lang, Wilfried Minks, Thomas Langhoff, Niels-Peter Rudolph, Sewan Latchinian, Anselm Weber, Jürgen Gosch und Thomas Ostermeier. Zudem bekam sie parallel ein Gastengagement am Maxim-Gorki-Theater Berlin und an der Staatsoper unter den Linden in Berlin. Seit 2004 arbeitet Cathlen als fester Gast an der Schaubühne Berlin. Momentan ist sie dort in den Inszenierungen „Dämonen“- Regie: Thomas Ostermeier, Fräulein Julie und „Orlando“- Regie: Katie Mitchell zu sehen.
Einen größeren Bekanntheitsgrad erlangte sie durch die RTL-Serie Die Sitte (Nominierung Grimme-Preis 2004), in der sie über fünf Jahre die Staatsanwältin Marion Brandt verkörperte. Außerdem spielte sie in Kinofilmen wie zum Beispiel Nachtgestalten (1999), Regie: Andreas Dresen oder Emil und die Detektive (2001), Regie: Franziska Buch mit. 2015 tourte sie mit Bastian Pastewka mit dem Live-Hörspiel Paul Temple und der Fall Gregory durch Deutschland.
Als Sprecherin von Audiodeskription, Hörbüchern, Feature, Werbung und als Schauspielerin in Hörspielen und vor allem im Synchron ist Cathlen Gawlich eine feste Größe. So leiht z. B. ihre Stimme folgenden Figuren: Sandy Cheeks in SpongeBob Schwammkopf, Kakadu im gleichnamigen Kinderprogramm von Deutschlandfunk Kultur, Melanie Lynskey als Rose in der Fernsehserie Two and a Half Men oder als Shauna in Yellowjackets, Rachael Harris als Linda Martin in Lucifer und Idina Menzel als Stiefmutter Vivian in der Cinderella-Verfilmung mit Camila Cabello. 2021 belegte sie mit City of Girls von Elizabeth Gilbert den 2. Platz beim Deutschen Hörbuchpreis.
Cathlen Gawlich lebt mit ihrer Familie in Berlin.

## Filmografie
- 1991: Polizeiruf 110: Thanners neuer Job (Fernsehreihe)
- 1995: Eine Frau will nach oben
- 1995: Kanzlei Bürger
- 1996: Max Wolkenstein
- 1998: Tatort: Buntes Wasser (Fernsehreihe)
- 1997: Die Drei
- 1997: Not a Love Song
- 1998: Fette Männer im Rock
- 1998: Tatort: Ein Hauch von Hollywood (Fernsehreihe)
- 1999: Unser Charly
- 2000: Polizeiruf 110: Blutiges Eis (Fernsehreihe)
- 2000: Die Wache
- 2001–2006: Die Sitte
- 2001: Emil und die Detektive
- 2002: Im Namen des Gesetzes
- 2003: Alphateam
- 2004: SOKO Wismar
- 2005–2007: Verliebt in Berlin
- 2006: Unsere zehn Gebote
- 2008: Letzte Ausfahrt Weiden-Ost

## Synchronrollen (Auswahl)
Elizabeth Banks
- 2011: 72 Stunden – The Next Three Days als Lara Brennan
- 2012: Die Tribute von Panem – The Hunger Games als Effie Trinket
- 2012: Pitch Perfect als Gail
- 2013: Die Tribute von Panem – Catching Fire als Effie Trinket
- 2014: Die Tribute von Panem – Mockingjay Teil 1 als Effie Trinket
- 2015: Pitch Perfect 2 als Gail
- 2015: Die Tribute von Panem – Mockingjay Teil 2 als Effie Trinket
- 2015: Magic Mike XXL als Paris
- 2020: 3 Engel für Charlie als Bosley

Lily Rabe
- 2011: American Horror Story als Nora Montgomery
- 2012: American Horror Story als Schwester Mary Eunice
- 2013: American Horror Story als Misty Day
- 2014: American Horror Story als Schwester Mary Eunice
- 2015: American Horror Story als Aileen Wuornos
- 2016: American Horror Story als Shelby Miller

Carolyn Lawrence
- 2001: Jimmy Neutron – Der mutige Erfinder als Cindy Vortex
- 2002–2006: Jimmy Neutron als Cindy Vortex
- seit 2002: SpongeBob Schwammkopf als Sandy Cheeks
- 2004: Der SpongeBob Schwammkopf Film als Sandy Cheeks
- 2015: SpongeBob Schwammkopf 3D als Sandy Cheeks
- 2020: SpongeBob Schwammkopf: Battle for Bikini Bottom – Rehydrated als Sandy Cheeks
- 2020: SpongeBob Schwammkopf: Eine schwammtastische Rettung als Sandy Cheeks
- seit 2021: Kamp Koral: SpongeBobs Kinderjahre als Sandy Cheeks
- seit 2022: Die Patrick Star Show als Sandy Cheeks
- 2023: SpongeBob Schwammkopf: The Cosmic Shake als Sandy Cheeks
- 2024: Rettet Bikini Bottom: Der Sandy Cheeks Film als Sandy Cheeks
- 2025: Plankton: Der Film als Sandy Cheeks

Leslie Bibb
- 2008: Iron Man als Christine Everhart
- 2011: Der Zoowärter als Stephanie
- 2021: What If…? als Christine Everhart

Jaime King
- 2004: White Chicks als Heather Vandergeld
- 2005: Sin City als Goldie/Wendy

Jayma Mays
- 2011: Die Schlümpfe als Grace Winslow
- 2013: Die Schlümpfe 2 als Grace Winslow

Annie Mumolo
- 2016: The Boss als Helen Creegan
- 2016: Bad Moms als Vicky

### Filme
- 2002: Barbie als Rapunzel für Cree Summer als Penelope
- 2003: American Pie – Jetzt wird geheiratet für Amanda Swisten als Fräulein Brandi
- 2004: Shaun of the Dead für Lucy Davis als Dianne
- 2005: Charlie und die Schokoladenfabrik für Missi Pyle als Mrs. Beauregarde
- 2006: Noch einmal Ferien für Jane Adams als Rochelle
- 2007: Nora Roberts – Lilien im Sommerwind für Josie Davis als Faith Lavelle
- 2007: Shrek der Dritte für Amy Poehler als Schneewittchen
- 2008: Protégé für Zhang Jingchu als Fen
- 2009: Miss Pettigrews großer Tag für Shirley Henderson als Edythe DuBarry
- 2009: Beim Leben meiner Schwester für Annie Wood als Onkel Tommys Frau
- 2010: Das Lager – Wir gingen durch die Hölle für Vera Farmiga als Natalya
- 2010: Barbie – Modezauber in Paris für Andrea Libman als Glimmer
- 2011: Bad Teacher für Lucy Punch als Amy Squirrel
- 2011: Happy New Year für Sarah Paulson als Grace Schwab
- 2013: American Hustle für Elisabeth Röhm als Dolly Polito
- 2016: Why Him für Megan Mullally als  Barb Fleming
- 2020: Soul für Ochuwa Oghie als Dancerstar
- 2021: Encanto für Carolina Gaitán als Pepa
- 2022: The Northman für Björk als Sklavenhexe
- 2023: Suzume für Ann Yamane als Daijin
- 2023: Elemental für Catherine O’Hara als Brook Ripple
- 2023: Die drei goldenen Dukaten für Jana Hubinská als Zofia
- 2024: Ein klitzekleines Weihnachtswunder für Sindhu Vee als Mrs. Sally Mulji
- 2024: Garfield – Eine extra Portion Abenteuer für Cecily Strong als Marge Malone

### Serien
- 2001–2005: Powerpuff Girls für Tara Strong als Bubbles
- 2001–2008: Angel – Jäger der Finsternis (Folgen: 2.19–5.22) für Amy Acker als Winifred „Fred“ Burkle/Illyria
- 2002: Shin Chan für Yumi Takada als Fräulein Dori
- 2004: Planetes für Kumiko Watanabe als Claire Rondo
- 2004: Mittelland – Die Legende der Elfen für Tara Jayne als Nayade
- 2004–2005: Kare Kano für Mayumi Shintani als Tsubasa Shibahime
- 2004–2006, 2013–2014: LazyTown für Julianna Rose Mauriello und Chloe Lang als Stephanie
- 2005–2006: Hallo Holly für Jennie Garth als Valerie Kelly Tyler
- 2005–2006: Desperate Housewives für Melinda Page Hamilton als Schwester Mary Bernard
- 2005–2015: Two and a Half Men für Melanie Lynskey als Rose
- 2006–2008: Queer as Folk für Michelle Clunie als Melanie Marcus
- 2006–2009: Still Standing für Jennifer Irwin als Linda Michaels
- 2006–2010: Diego für Thomas Sharkey als Baby Jaguar und Keeler Sandhaus als Rescue Pack
- 2007: Alias – Die Agentin für Amy Acker als Kelly Peyton
- 2007: Yin Yang Yo! für Stephanie Morgenstern als Yin
- 2007: Air Gear für Noriko Shitaya als Mari Tomita
- 2007: Magister Negi Magi für Masami Suzuki als Nekane Springfield
- 2007–2008: Men in Trees für Seana Kofoed als Jane
- 2007–2010: Ugly Betty für Ashley Jensen als Christina McKinney
- 2008: Negima!? für Miyuki Sawashiro als Nekane Springfield
- 2008–2010: Scrubs – Die Anfänger für Aseem Batra als Josephine
- 2009: Cosmic Quantum Ray für Chiara Zanni als AT und GC
- 2009: America’s Next Topmodel 3 (Folge 5.08) für Eva Pigford als sie selbst
- 2009: Supernatural (6 Folgen) für Katie Cassidy als Ruby
- 2009: Higashi no Eden für Sakiko Tamagawa als Juiz
- 2009–2010: Bakugan – Spieler des Schicksals für Ryō Hirohashi als Alice Gehabich
- 2010–2011: Kara no Kyōkai – the Garden of sinners für Rie Tanaka als Kirie Fujou
- 2010–2014: Cougar Town für Christa Miller als Ellie Torres
- 2010–2023: Archer für Judy Greer als Cheryl
- 2011–2013: Glee für Idina Menzel als Shelby Corcoran
- 2011–2014: Falling Skies für Sarah Carter als Margaret (1. Stimme)
- 2011–2018: New Girl für June Diane Raphael als Sadie
- 2011–2019: My Little Pony – Freundschaft ist Magie für Madeleine Peters als Scootaloo (Gesang)
- 2012: Aus Versehen glücklich für Ashley Jensen als Olivia
- 2012–2016: Person of Interest für Amy Acker als Root
- 2012–2016: Blue Bloods – Crime Scene New York für Jennifer Esposito als Jackie Curatola
- 2013: Under the Dome (7 Folgen) für Samantha Mathis als Dr. Alice Calvert
- 2013: Ninjago für Kelly Sheridan als Tina Tratsch
- 2013–2014: Devious Maids – Schmutzige Geheimnisse (10 Folgen) für Melinda Page Hamilton als Odessa Burakov
- 2014–2016: Violetta für Florencia Benítez als Jade LaFontaine
- 2016–2017: Odd Couple für Lindsay Sloane als Emily
- 2016–2021: Lucifer für Rachael Harris als Dr. Linda Martin
- 2016–2019: Alex & Co. für Debora Villa als Nina
- seit 2016: Re:Zero – Starting Life in Another World für Satomi Arai als Beatrice
- 2018: Parasyte – Kiseijuu als Migī
- 2018: Riverdale für Penelope Ann Miller als Ms. Wright
- 2018–2020: The Boss Baby: Wieder im Geschäft für Alex Cazares als Stacy
- seit 2018: Bluey für Blueys Vorschullehrerin Calypso
- 2019, 2022: Gentleman Jack für Amelia Bullmore als Eliza Priestley
- 2019: Demon Slayer: Kimetsu No Yaiba für Ami Koshimizu als Spinnenmutter
- seit 2019: The Witcher für MyAnna Buring als Tissaia de Vries
- 2020–2023: Hunters für Kate Mulvany als Schwester Harriet
- 2020: Marvel’s Agents of S.H.I.E.L.D. für Ming-Na Wen als Melinda May (2. Stimme)
- seit 2021: Komi can’t communicate als Erzählerin
- 2022: Better Call Saul für Rhea Seehorn als Kimberley „Kim“ Wexler
- 2023: Navy CIS: L.A. für Layla Alizada als Roxana Jarrahi
- 2023: The Last of Us für Melanie Lynskey als Kathleen
- Seit 2023: Percy Jackson (Serie, Disney Plus) – Megan Mullally als Alecto / Mrs. Dodds
- Seit 2024: Blue Box für Ryouka Yuzuki als Yukiko Inomata

### Videospiele
- 2021: Forza Horizon 5 für Susannah Fielding als Amy Simpson
- 2022: Mario + Rabbids Sparks of Hope als Waldnymphe und Trauma

## Theater
- 1992: Carl Sternheim: Der Nebbich (Blumenmädchen Luise) – Regie: Niels-Peter Rudolph (Deutsches Theater Berlin – Kammerspiele)
- 1993: Gerhart Hauptmann: Der Biberpelz (Leontine) – Regie: Thomas Langhoff (Deutsches Theater Berlin)

## Hörspiele und Features (Auswahl)
- Silvyna in Die Elfen (Hörspiel)
- Thereme im Hörspiel Sternenbastard der Perry Rhodan Serie Sternenozean von Lübbe Audio
- Leos Mama (in der Hörspielreihe Leo Lausemaus)
- 1998: Simone Schneider: Malaria Regie: Annette Jainski (Hörspiel – DLR)
- 2001: Norbert Zähringer: Die kleinen und die Bösen – Regie: Annette Berger (Hörspiel – DLR)
- 2004: Helmut Kopetzky: Affentheater in Epidauros – Verklungene Lautsphären – Regie: Helmut Kopetzky (Feature – DLR Berlin)
- 2006: Per Schreiner: Zurück in die Königsallee. (Katherine) – Regie: Anouschka Trocker (Hörspiel – RBB)
- 2008: Gespenst (in dem Hörspiel Bibi Blocksberg Folge 92 Das geheimnisvolle Schloss)
- 2008: David Safier: Mieses Karma – Regie: Beatrix Ackers (Hörspiel – NDR)
- 2010: Wibke Bergemann/Charlotte Misselwitz Blitzpost? Ichpod? Hoich finf! Die junge Jiddisch-Szene in New York (Feature – DKultur)
- 2010: Tödliche Intrige – Autor: Arnaldur Indriðason – Regie: Anja Herrenbrück
- 2012: Franziska Walther: Am Ufer der Schönsten (Hörspiel – DLFKultur)
- 2012: Iwan Wyrypajew: Illusionen (Zweite Frau) – Regie: Oliver Sturm (Hörspiel – RBB)
- 2013: Anna-Luise Böhm: Haudrauf und Mariechen – Regie: Beatrix Ackers (Kinderhörspiel – DKultur)
- 2014: Esther Dischereit: Blumen für Otello – Regie: Giuseppe Maio (DKultur)
- 2014: Jörg Buttgereit: Das Märchen vom unglaublichen Super-Kim aus Pjöngjang – Regie: Jörg Buttgereit (Hörspiel – WDR)
- 2014: Matthias Wittekindt: Arizona Phoenix Israel (Larissa) – Regie: Christine Nagel (Hörspiel – RBB)
- 2014: Tom Peuckert: Öl – Regie: Leonhard Koppelmann (Hörspiel – WDR)
- 2016: Joe Hill & Gabriel Rodriguez: Locke & Key – (Hörspiel, Audible) – Regie: Kai Schwind
- 2019: Sebastian Fitzek: Der Augenjäger – (Hörspiel, Audible)
- 2020: Robert Harris: Der zweite Schlaf (Sandra Cook) – Regie: Leonhard Koppelmann (Hörspielbearbeitung – HR/Der Hörverlag)
- 2021: Philip-Laszló Koch: Scoring – Staffel 1 (Hörspiel)
- 2023: Die Ferienbande und die unfassbar anstrengende Hexe – (Hörspiel, WortArt (Label)) – Regie: Kai Schwind
- 2024: The Belles. Fantasy-Hörspiel-Serie nach Dhonielle Clayton, Hörspiel, WDR[1]

## Hörbücher (Auswahl)
- 2012: Die Wildrose. (Jennifer Donnelly) Der Audio Verlag (DAV) & Audible, Berlin, ISBN 978-3-86231-152-1 (Lesung, 6 CDs, 520 Min.)
- 2011: Die Teerose. (Jennifer Donnelly), Der Audio Verlag (DAV), Berlin, ISBN 978-3-86231-100-2 (Lesung, 8 CDs, 630 Min.)
- 2013: Sehnsucht nach Mill River von Darcie Chan. Hörbuch Hamburg, Hamburg, ISBN 978-3-89903-879-8.
- 2014: Kinderkrimi Vicky Viktoria und die verschwundene Lady von Herbert Beckmann, Ohrka.de, Berlin (kostenloser Download)
- 2014: Ruth Symes: Bella Donner und der Wunderbesen. Argon Sauerländer Audio, ISBN 978-3-8398-4062-7.
- 2014: Adam Rex: Happy Smekday oder Der Tag, an dem ich die Welt retten musste, Der Audio Verlag, ISBN 978-3-86231-354-9.
- 2014: Judith Lennox: Ein letzter Tanz. OSTERWOLDaudio, ISBN 978-3-86952-283-8.
- 2015: Sandy Hall: Klar ist es Liebe. Sauerländer audio, Berlin, ISBN 978-3-8398-4709-1.
- 2015: Helen Macdonald: H wie Habicht. Hörbuch Hamburg, ISBN 978-3-95713-012-9.
- 2016: Judith Lennox: Die Frau des Juweliers. OSTERWOLDaudio, ISBN 978-3-86952-320-0.
- 2017: Dave Lewman/Anne-Marie Wachs: Trolls. (Roman zum Film, Audible)
- 2017: Robert Bryndza: Das Mädchen im Eis, Der Hörverlag, ISBN 978-3-8445-2507-6
- 2018: Robert Bryndza: Night Stalker, Der Hörverlag, ISBN 978-3-8445-2914-2
- 2018: Judith Lennox: Das Haus der Malerin. OSTERWOLDaudio, ISBN 978-3-86952-398-9.
- 2020: Elizabeth Gilbert: City of Girls, Argon Verlag, ISBN 978-3-8398-1803-9
- 2021: J.K. Rowling: Die Märchen von Beedle dem Barden, der Hörverlag, ISBN 978-3-8445-4544-9, u. a. gemeinsam mit Dela Dabulamanzi und Uve Teschner
- 2022: Laetitia Colombani: Das Mädchen mit dem Drachen, Argon Verlag, ISBN 978-3-8398-1926-5
- 2022: Nora Engel: Gretas Erbe, Der Audio Verlag, ISBN 978-3-7424-2273-6
- 2023: Judith Lennox: Die Jahre unserer Freundschaft, Hörbuch Hamburg, ISBN 978-3-86952-555-6
- 2024: Madlen Ottenschläger: Metti Meerschwein, cbj audio/der Hörverlag, ISBN 978-3-8371-6771-9
- 2025: Judith Lennox: Die andere Tochter, Hörbuch Hamburg & BookBeat, ISBN 978-3-8449-4002-2 (Hörbuch Download)